# Desregulamentação
A desregulamentação ou desregulação, é a remoção ou a simplificação das regras e regulamentações governamentais que restringem a operação das forças de mercado. Ela se tornou comum em economias industriais avançadas nas décadas de 70 e 80, como resultado de novas vertentes do pensamento econômico que ponderavam as ineficiências da regulação econômica, e o risco de que agências responsáveis por essas regulamentações pudessem ser controladas pelas indústrias reguladas, prejudicando consumidores e a economia como um todo.
As regulamentações econômicas foram promovidas durante a era de ouro do capitalismo, na qual reformas progressistas foram reivindicadas como necessárias para limitar externalidades como abuso corporativo, trabalho infantil, monopolização, poluição e para mitigar os ciclos de expansão e queda. Por volta do final da década de 1970, tais reformas foram consideradas onerosas para o crescimento econômico e muitos políticos que defendiam o neoliberalismo começaram a promover a desregulamentação.
A justificativa declarada para a desregulamentação é muitas vezes que menos e mais simples

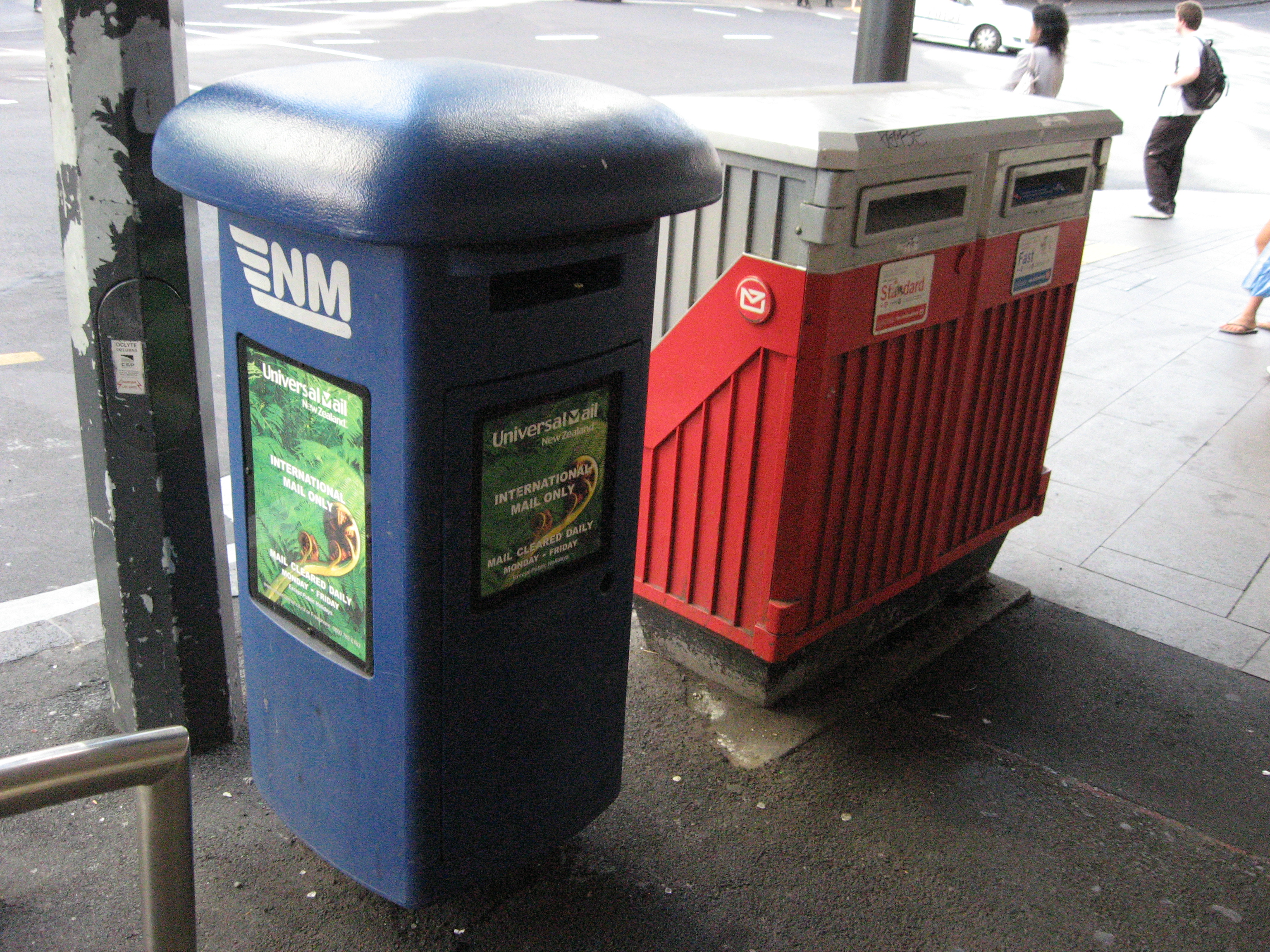
Diferentes operadores postais podem instalar caixas de coleta de correspondência nas ruas da Nova Zelândia desde a desregulamentação postal.

regulamentações levarão a níveis elevados de competitividade, portanto, maior produtividade, mais eficiência e preços mais baixos em geral. A oposição à desregulamentação pode envolver apreensão em relação à poluição ambiental e aos padrões de qualidade ambiental (como a remoção de regulamentos sobre materiais perigosos), incerteza financeira e restrição de monopólios.
A reforma regulatória é um desenvolvimento paralelo ao lado da desregulamentação. A reforma regulatória refere-se a programas organizados e em andamento para revisar os regulamentos com o objetivo de minimizar, simplificar e torná-los mais econômicos. A análise de custo-benefício é frequentemente usada em tais revisões. Além disso, houve inovações regulatórias, geralmente sugeridas por economistas, como o comércio de emissões.
A desregulamentação difere-se da privatização, na qual consiste na transferência de ativos do setor público para o setor privado através de capitalização, concessão, leilão, etc.

## Exemplos

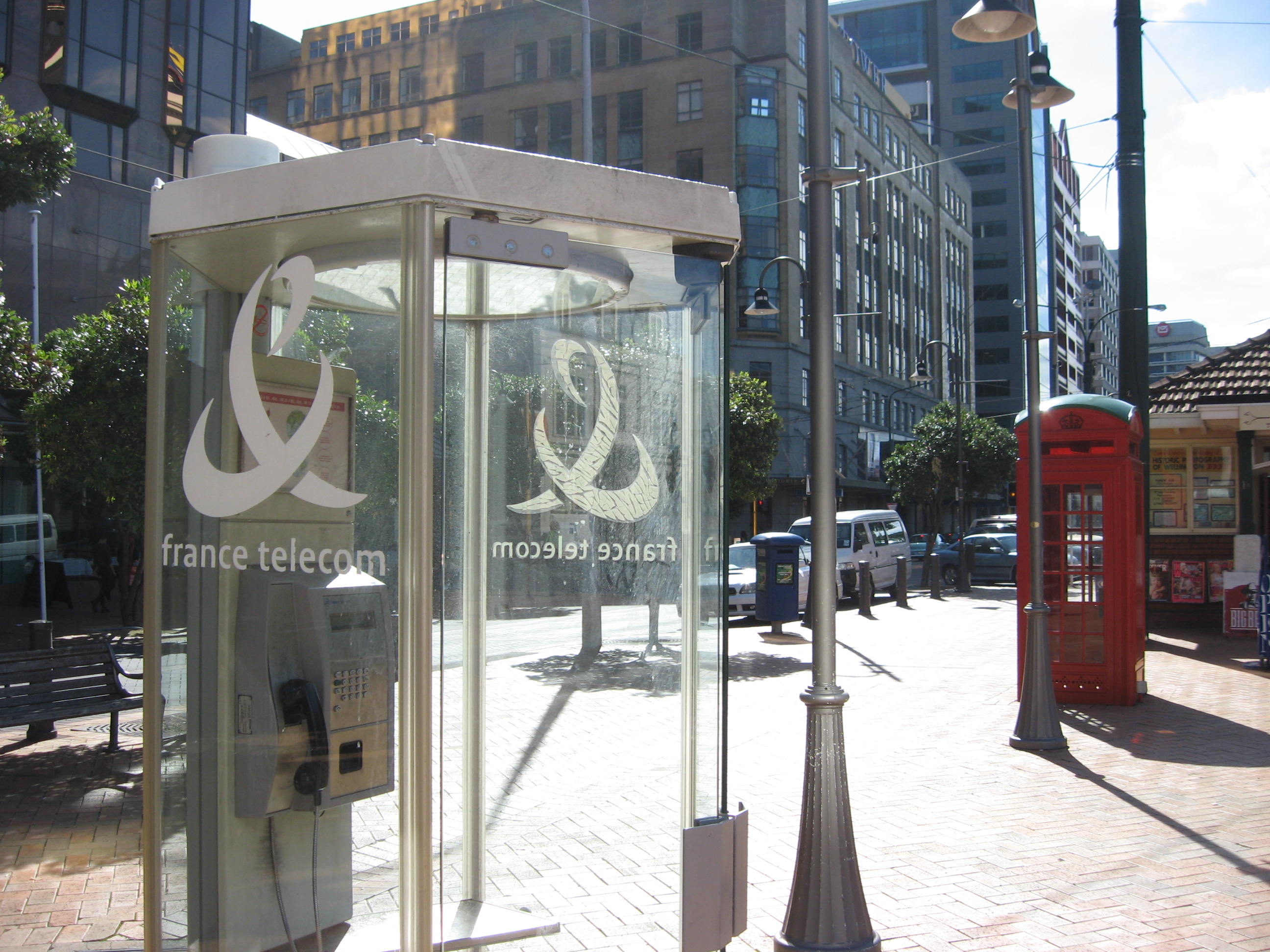
Como resultado da desregulamentação na Nova Zelândia, a France Télécom (atualmente Orange S.A.) operou cabines telefónicas em Wellington nos anos 2000.

### Argentina
A Argentina passou por uma forte desregulamentação econômica, privatização e teve uma taxa de câmbio fixa durante o governo de Carlos Menem (1989-1999). Em dezembro de 2001, Paul Krugman comparou a Enron com a Argentina, alegando que ambas estavam passando por um colapso econômico devido à desregulamentação excessiva.  Dois meses depois, Herbert Inhaber afirmou que Krugman confundiu correlação com causalidade, e nenhum colapso foi devido à desregulamentação excessiva. Dois meses mais tarde, Herbert Inhaber alegou que Krugman confundiu correlação com causalidade, e nenhum dos dois colapsos se deveu a uma desregulamentação excessiva.

### Austrália
Tendo anunciado uma ampla gama de políticas de desregulamentação, o primeiro-ministro trabalhista Bob Hawke anunciou a política de "Minimum Effective Regulation" em 1986. Isso introduziu requisitos agora familiares para "declarações de impacto regulatório", mas a conformidade por agências governamentais levou muitos anos. O mercado de trabalho sob os governos Bob Hawke e Paul Keating operava sob o "Prices and Incomes Accord". Em meados dos anos 90, o Partido Liberal de John Howard começou a desregulamentação do mercado de trabalho com o "Workplace Relations Act 1996", indo muito mais longe em 2005 através de sua política "WorkChoices". No entanto, isso foi revertido sob o seguinte governo trabalhista de Kevin Rudd.

### Brasil
Com a redemocratização no final dos anos 1980, o país passou sofreu com uma forte hiperinflação no governo de José Sarney. Após a contestada eleição de 1989, Fernando Collor de Mello foi eleito presidente apresentando como plano de governo uma política econômica neoliberal. Uma das principais iniciativas de desregulamentação foi a abertura do mercado brasileiro para importações. Através da redução das barreiras tarifárias e da liberalização do comércio internacional, o governo Collor buscou incentivar a competição e a modernização da indústria nacional. Além disso, o governo também implementou medidas de desregulamentação financeira, como o fim do controle de preços e da indexação, permitindo maior flexibilidade nas transações financeiras e comerciais. Contudo, o fracasso do plano de estabilização econômico, e a conturbada crise política, levou a Itamar Franco assumir a presidência logo após o processo de impeachment de Collor.
Durante o governo de Fernando Henrique Cardoso (FHC), houve uma notável ênfase na desregulamentação de setores-chave da economia brasileira, além das privatizações. Uma das medidas emblemáticas foi a reforma do setor de telecomunicações, tendo sido iniciada na gestão anterior de Itamar Franco, estabeleceu-se a Lei 9.472/1997, que desregulamentou e abriu o mercado de telecomunicações, permitindo a entrada de empresas privadas e estimulando a competição no setor. Isso resultou em uma expansão significativa dos serviços de telefonia fixa e móvel em todo o país, bem como avanços tecnológicos. Além disso, o governo FHC promoveu a desregulamentação do mercado financeiro, liberalizando as taxas de juros e permitindo maior participação de bancos estrangeiros, visando modernizar o sistema financeiro brasileiro. Essas ações de desregulamentação buscaram aumentar a eficiência e a competitividade em setores-chave da economia brasileira durante o governo FHC.
Sob o governo Luiz Inácio Lula da Silva, houve um enfoque considerável na promoção do crescimento econômico e na inclusão social, em vez de desregulamentação. Embora o governo Lula tenha enfocado mais na inclusão social e na redução da desigualdade do que na desregulamentação, algumas reformas econômicas e financeiras também ocorreram durante seu mandato para modernizar a economia brasileira.
Durante seu mandato, o governo de Dilma Rousseff implementou medidas de controle de preços, principalmente nos setores de energia e combustíveis, a fim de conter a inflação. Com o aumento na intervenção do Estado em empresas estatais, especialmente na Petrobras, tais medidas resultaram em distorções econômicas no mercado. Essas políticas contribuíram na crise econômica e política no Brasil que culminaram no processo de impeachment de Dilma Rousseff. Seu vice Michel Temer tendo assumido poder em 2016, aprovou a Lei da Terceirização e a Reforma Trabalhista em 2017.
Sob o governo de Jair Bolsonaro, uma política econômica neoliberal foi promovida por seu Ministro da Economia, Paulo Guedes que promoveu uma série de desregulamentações e outras reformas econômicas levando alguns jornais estrangeiros a cunharem a expressão "Bolsonomics" (em referência à Reaganomics). Entre as desregulamentações promovidas, foi a autorização de 100% de capital estrangeiro nas companhias aéreas brasileiras, a Lei das Estatais foi alterada dando mais proteção contra pressões políticas, o Marco das Ferrovias dando abertura da indústria do transporte, ferroviário ao investimento privado, o novo Marco Cambial tornando mais simples as transações em moedas estrangeiras para pessoas físicas e jurídicas além de permitir a venda direta de etanol pelos postos de combustíveis entre outras reformas como a Lei da Liberdade Econômica, Lei do Ambiente de Negócios, Lei das Startups,  a Lei do Gás Natural, bem como a atualização do Marco do Saneamento, e a quebra do monopólio estatal de mineração de Urânio.

### Estados Unidos
Durante a Era Progressista, no final do século XIX até o início do século XX, os presidentes Theodore Roosevelt, William Howard Taft e Woodrow Wilson implementaram regulamentações sobre grandes empresas e indústrias, incluindo ações antitruste, leis de proteção ao consumidor, imposto de renda federal, criação do Federal Reserve e reformas trabalhistas. No entanto, políticas econômicas de laissez-faire foram seguidas durante as presidências de Warren Harding e Calvin Coolidge na década de 1920. A Grande Depressão na década de 1930 levou à implementação de regulamentações econômicas pelo presidente Franklin D. Roosevelt, incluindo o "National Industrial Recovery Act", regulamentação de transporte e valores mobiliários, e a "Glass-Steagall Act". Essas regulamentações permaneceram em vigor até a administração de Richard Nixon.
A desregulamentação ganhou impulso na década de 1970, influenciada por teorias econômicas da Escola de Chicago e pensadores como George Stigler e Alfred E. Kahn e outros. Tanto liberais quanto conservadores abraçaram iniciativas de desregulação, e grupos de estudo como o Brookings Institution e o American Enterprise Institute desempenharam um papel ativo na defesa da desregulação. A administração de Richard Nixon propôs a primeira desregulação abrangente de uma indústria importante, o transporte, no início da década de 1970. Com o apoio do conselheiro econômico Alfred E. Kahn, Jimmy Carter aprovou a "Airline Deregulation Act" em 1978, marcando o primeiro desmonte completo de um regime regulatório federal desde a década de 1930. Subsequentes leis de desregulamentação no transporte visaram reduzir barreiras à entrada e promover a concorrência entre os provedores de serviços, substituindo o controle regulatório detalhado por forças de mercado. O presidente Ronald Reagan promoveu ainda mais a desregulação nos setores financeiro, agrícola e de transporte, com várias leis promulgadas para incentivar a concorrência em diferentes setores.
A desregulação do setor financeiro nos EUA incentivou a tomada de riscos por empresas financeiras por meio de práticas inovadoras, como a securitização de empréstimos e swaps de crédito. Isso levou a crises financeiras e os resgates de grandes instituições financeiras sinalizaram que não enfrentariam consequências por seus riscos. A desregulamentação e os resgates pavimentaram o caminho para a crise financeira de 2007-08.

### União Europeia
Emendas à directiva da UE sobre patentes de software em 2003.
O Espaço de Aviação Comum Europeu (EACE), desde 2006 tem dado às linhas aéreas de um país da UE a liberdade do ar na maioria dos outros.
Uma série quatro de pacotes ferroviários, foram aprovados entre Novembro de 2012 e Dezembro de 2016, autorizando o acesso de transportadoras e liberalizarando os serviços domésticos de passageiros, para empresas que não são proprietárias da infraestrutura ferroviária (open-access operator) numa tentativa de reduzir os subsídios ferroviários europeus, estimulando e melhorados serviços ferroviários em toda a Europa.

### Nova Zelândia
Durante o período de 1984 a 1995, a Nova Zelândia passou por uma transformação econômica radical, saindo de um sistema altamente protecionista, regulado e com forte intervenção estatal para uma posição extremamente aberta, competitiva e de livre mercado. Iniciadas pelo "Quarto Governo Trabalhista" e continuadas posteriormente pelo "Quarto Governo Nacional", as políticas adotadas buscavam liberalizar a economia e eram abrangentes e inovadoras em sua abordagem.
Essas reformas econômicas ficaram conhecidas como Rogernomics, em referência ao então Ministro das Finanças, Roger Douglas.
As medidas incluíram a flutuação da taxa de câmbio, a criação de um banco central independente, a implementação de contratos de desempenho para altos funcionários públicos, a reforma das finanças do setor público com base na contabilidade de exercício, a busca pela neutralidade fiscal, a eliminação de subsídios na agricultura e a implementação de regulamentação de concorrência neutra para o setor.
Como resultado, as reformas econômicas transformaram a Nova Zelândia em uma das economia mais protecionistas e reguladas para se tornar uma das economias mais abertas e favoráveis a negócios do mundo, ao lado de Singapura. Embora tenham impulsionado o crescimento econômico a partir de 1991, críticos argumentam que nem todos os setores da sociedade se beneficiaram e que grande parte da economia, incluindo quase todos os bancos, ficou nas mãos de proprietários estrangeiros. 

## Críticas
Veja também: antiglobalização, globalização e neoliberalismo
O movimento de desregulamentação do final do século XX teve efeitos econômicos substanciais e gerou controvérsia substancial. O movimento foi baseado em perspectivas intelectuais que prescreviam um escopo substancial para as forças de mercado, e perspectivas opostas têm estado em jogo no discurso nacional e internacional.
O movimento em direção a uma maior dependência das forças de mercado tem estado intimamente relacionado ao crescimento da globalização econômica e institucional entre cerca de 1950 e 2010.

### A favor da desregulamentação
Muitos economistas concluíram que uma tendência para a desregulamentação aumentará o bem-estar econômico a longo prazo e um sistema de livre mercado sustentável. Em relação ao mercado de eletricidade, o acadêmico contemporâneo Adam Thierer, "O primeiro passo para a criação de um livre mercado de eletricidade é revogar os estatutos e regulamentos federais que impedem a concorrência de eletricidade e a escolha do consumidor".  

O economista clássico Adam Smith argumentou os benefícios da desregulamentação em seu trabalho em A Riqueza das Nações:
[Sem restrições comerciais] o sistema óbvio e simples de liberdade natural estabelece-se por sua própria vontade. Todo homem... é deixado perfeitamente livre para perseguir seu próprio interesse à sua maneira... O soberano é completamente destituído de um dever [para o qual] nenhuma sabedoria ou conhecimento humano jamais poderia ser suficiente; o dever de supervisionar a indústria do povo privado e de direcioná-la para os empregos mais adequados ao interesse da sociedade. 
Estudiosos que teorizam que a desregulamentação é benéfica para a sociedade muitas vezes citam o que é conhecido como a Lei de Ferro da Regulação, que afirma que toda regulamentação eventualmente leva a uma perda líquida no bem-estar social.

### Contra a desregulamentação
Os críticos da liberalização econômica e da desregulamentação citam os benefícios da regulamentação e acreditam que certas regulamentações não distorcem os mercados e permitem que as empresas continuem competitivas ou, de acordo com alguns, cresçam na concorrência.  Por muito que o Estado desempenhe um papel importante através de questões como os direitos de propriedade, alguns argumentam que a regulamentação adequada é "crucial para perceber os benefícios da liberalização dos serviços".
Os críticos da desregulamentação frequentemente citam a necessidade de regulamentação para:
- criar condições de concorrência equitativas e assegurar a concorrência (por exemplo, garantindo que os novos fornecedores de energia tenham acesso competitivo à rede nacional);
- manter padrões de qualidade para serviços (por exemplo, especificando requisitos de qualificação para prestadores de serviços);
- proteger os consumidores (por exemplo, contra fraudes);
- garantir o fornecimento suficiente de informações (por exemplo, sobre as características dos serviços concorrentes);
- prevenir a degradação ambiental (por exemplo, decorrente de altos níveis de desenvolvimento turístico);
- garantir um amplo acesso aos serviços (por exemplo, garantir que as áreas mais pobres, onde as margens de lucro são mais baixas, também sejam fornecidas com eletricidade e serviços de saúde); e
- Prevenir a instabilidade financeira e proteger as poupanças dos consumidores da assunção excessiva de riscos por parte das instituições financeiras.

Sharon Beder, escritora da PR Watch, escreveu:  
A desregulamentação da eletricidade deveria trazer preços de eletricidade mais baratos e mais opções de fornecedores para as famílias. Em vez disso, trouxe preços de atacado extremamente voláteis e minou a confiabilidade do fornecimento de eletricidade. 
William K. Black diz que a desregulamentação inadequada ajudou a criar um ambiente criminogênico na indústria de poupança e empréstimos, o que atraiu oportunistas em fraudes de controle como Charles Keating, cujas contribuições maciças de campanha política foram usadas com sucesso para remover ainda mais a supervisão regulatória. A combinação atrasou substancialmente a ação governamental efetiva, aumentando substancialmente as perdas quando fraudulendos esquemas Ponzi finalmente entraram em colapso e foram expostos. Após o colapso, os reguladores do "Office of the Controller of the Currency" (OCC) and the "Office of Thrift Supervision" (OTS) foram finalmente autorizados a apresentar milhares de queixas criminais que levaram a mais de mil condenações criminais de importantes insiders de poupança e empréstimo.  Em contrapartida, entre 2007 e 2010, a OCC e a OTS combinadas não apresentaram referências criminais; Black concluiu que a fraude financeira da elite foi efetivamente descriminalizada.
O economista Jayati Ghosh é da opinião de que a desregulamentação é responsável por aumentar a volatilidade dos preços no mercado de commodities. Isso afeta particularmente as pessoas e as economias dos países em desenvolvimento. Cada vez mais a homogeneização das instituições financeiras, que também pode ser resultado da desregulamentação, acaba por ser uma grande preocupação para os pequenos produtores desses países.